# Carlos Fernández Luna
Carlos Fernández Luna (Sevilla, 22 de maig de 1996) és un futbolista professional andalús que juga com a davanter per la Reial Societat.

## Carrera de club
Fernández va debutar com a sènior al Sevilla Atlético a només 17 anys, competint a la segona divisió B. El 18 de desembre de 2013, va debutar amb el primer equip, entrant com a suplent de Piotr Trochowski en una derrota per 0–2 contra el Racing de Santander a la Copa del Rei 2013-14.
El 2 de març de 2014, encara abans del seu 18è aniversari, Fernández va debutar a La Liga, substituint José Antonio Reyes a mitjans de la segona part d'un partit que acabà en victòria per 1–0 contra la Reial Societat també a l'estadi Ramón Sánchez Pizjuán. Va marcar un total de 17 gols per l'equip B durant la temporada 2015–16 a la Segona B, la millor marca de la seva carrera, ajudant així l'equip a l'ascens a la segona divisió.
Fernández va marcar el seu primer gol com a professional el 21 d'agost de 2016, el tercer d'un empat 3–3 a casa contra el Girona FC.

### Reial Societat
El 24 de gener de 2021, després d'haver estat marginat per l'entrenador del Sevilla Julen Lopetegui, Fernández va signar contracte per sis anys i mig amb la Reial Societat, a canvi d'uns 10 milions d'euros de traspàs, més dos en variables.

## Palmarès
Sevilla FC
- 3 Lliga Europa de la UEFA: 2013-14, 2014-15 i 2015-16

Reial Societat
- Copa del Rei: 2019-20

Espanya sub-19
- Campionat d'Europa sub-19 de la UEFA: 2015[7]